# Neptis
Neptis is een geslacht van vlinders uit de familie Nymphalidae. De wetenschappelijke naam is gepubliceerd in 1807 door Johann Christian Fabricius.
De typesoort van het geslacht is Papilio aceris Esper, 1783

## Soorten
- N. aceris Lepechin, 1774
- N. ada Moore, 1858
- N. agatha Cramer, 1782
- N. agouale Pierre-Baltus, 1978
- N. alta Overlaet, 1955
- N. alwina Bremer, 1853
- N. amieti 2007
- N. ananta Moore, 1857
- N. ancus Swinhoe, 1917
- N. angusta 1966
- N. anjana Moore, 1881
- N. annaika Oberthür, 1906
- N. antilope Leech, 1890
- N. arachne Leech, 1890
- N. armandia (Oberthür, 1876)
- N. aurivillii 1913
- N. beroe Leech, 1890
- N. biafra Ward, 1871
- N. brebissonii (Boisduval, 1832)
- N. cacharica Butler, 1879
- N. callina Grose-Smith, 1898
- N. camarensis Schultze, 1920
- N. carcassoni 1959
- N. carlsbergi 2005
- N. carpenteri 1922
- N. cartica Moore, 1872
- N. celebica (Moore, 1899)
- N. clarei 1912
- N. claude 2005
- N. clinia Moore, 1872
- N. clinioides Nicéville, 1895
- N. coenobita Goeze, 1774
- N. columella 1904
- N. comorarum Oberthür, 1890
- N. conspicua 1904
- N. constantiae Carcasson, 1961
- N. continuata 1892
- N. cormilloti 1994
- N. corticoides Moore, 1881
- N. cydippe Leech, 1890
- N. cymela (Felder, 1863)
- N. choui 1994
- N. decaryi Le Cerf, 1928
- N. dejeani Oberthür, 1894
- N. dentifera Schultze, 1920
- N. disparalis Murayama, 1968
- N. divisa Oberthür, 1908
- N. dumetorum Boisduval, 1833
- N. duryodana Moore, 1858
- N. eltringhami Joicey & Talbot, 1926
- N. esaki 1935
- N. eschscholtzia Semper, 1889
- N. exaleuca Karsch, 1894
- N. excellens Butler, 1878
- N. felisimilis 1983
- N. frobenia Fabricius, 1798
- N. giddeneme Oberthür, 1891
- N. goochi Butler, 1879
- N. gracilis (Kirsch, 1885)
- N. gratiosa Overlaet, 1955
- N. guamensis Swinhoe, 1916
- N. guia 1994
- N. harita Moore, 1874
- N. hesione Leech, 1890
- N. hylas (Linnaeus, 1758)
- N. ida Moore, 1858
- N. ilira Kheil, 1884
- N. imitans Oberthür, 1897
- N. incongrua Butler, 1896
- N. infusa Birket-Smith, 1960
- N. ioannis 1959
- N. ithra Hübner, 1816
- N. jamesoni Godman & Salvin, 1890
- N. jordani Neave, 1910
- N. jumbah Moore, 1857
- N. katama 1991
- N. kikideli Boisduval, 1833
- N. kikuyuensis 1951
- N. kirbariensis Tytler, 1915
- N. kiriakoffi Overlaet, 1955
- N. koempferi De L'Orza, 1867
- N. kuangtungensis Mell, 1923
- N. laeta Overlaet, 1955
- N. lamtoensis 2007
- N. larseni 1997
- N. latifasciata Butler, 1875
- N. latvitta 1909
- N. lermanni Aurivillius, 1896
- N. leucoporos Fruhstorfer, 1908
- N. liberti 1998
- N. livilla Wallengren, 1858
- N. livingstonei Suffert, 1904
- N. loma 1971
- N. lucayensis Schultze, 1921
- N. lugubris Rebel, 1914
- N. mackwoodi Tytler, 1926
- N. magadha Felder, 1867
- N. mahendra Moore, 1872
- N. manasa Moore, 1857
- N. marci 1998
- N. matilei 2000
- N. mayottensis Oberthür, 1890
- N. melicerta Drury, 1773
- N. meloria Oberthür, 1906
- N. metanira 1892
- N. metella Doubleday & Hewitson, 1848
- N. miah Moore, 1857
- N. mildbraedi Gaede, 1915
- N. mimetica Smith, 1895
- N. mindorana Felder, 1863
- N. mixophyes Holland, 1892
- N. morosa Overlaet, 1955

- N. mpassae 2007
- N. multiscoliata 2007
- N. najo 1893
- N. namba Tytler, 1915
- N. nandina Moore, 1857
- N. narayana Moore, 1858
- N. narthesis Hewitson, 1868
- N. nashona Swinhoe, 1896
- N. nata Moore, 1857
- N. nausicaa Nicéville, 1897
- N. nebrodes Hewitson, 1874
- N. nemetes Hewitson, 1868
- N. nemorosa Oberthür, 1906
- N. nemorum Oberthür, 1906
- N. nicobule Holland, 1892
- N. nicomedes Hewitson, 1874
- N. nicoteles Hewitson, 1874
- N. nigra 2007
- N. nina 1896
- N. nisaea Nicéville, 1895
- N. nitetis Hewitson, 1868
- N. noyala Oberthür, 1906
- N. nycteus Nicéville, 1890
- N. nysiades Hewitson, 1868
- N. occidentalis 1918
- N. ochracea Neave, 1904
- N. omeroda Moore, 1874
- N. pampanga Felder, 1863
- N. paula Staudinger, 1895
- N. penningtoni 1977
- N. philyra Ménétriés, 1859
- N. philyroides Staudinger, 1887
- N. phrasylas Fruhstorfer
- N. poultoni Eltringham, 1912
- N. praslini Boisduval, 1832
- N. pryeri Butler, 1871
- N. pseudonamba 2001
- N. pseudovikasi 1899	)
- N. puella Aurivillius, 1894
- N. quintilla 1890
- N. raddei Bremer, 1861
- N. radha Moore, 1857
- N. reducta Fruhstorfer, 1908
- N. rivularis

Spireazwever Scopoli, 1763
- N. roberti Eltringham, 1929
- N. rogersi Eltringham, 1921
- N. rosa 2007
- N. rothschildi Eltringham, 1921
- N. saclava Boisduval, 1833
- N. sangangi 2001
- N. sankara (Kollar, 1844)
- N. sappho

Lathyruszwever (Pallas, 1771)
- N. satina Smith, 1894
- N. sedata 1982
- N. seeldrayersi Aurivillius, 1895
- N. serena Overlaet, 1955
- N. sextilla Mabille, 1882
- N. sinocartica 1994
- N. soma Moore, 1858
- N. speyeri Staudinger, 1887
- N. stellata 2007
- N. strigata Aurivillius, 1894
- N. sunica Eliot, 1969
- N. surakarta Moore, 1872
- N. swynnertoni Trimen, 1912
- N. sylvana Oberthür, 1906
- N. taiwana Fruhstorfer, 1908
- N. tamur Fujioka, 1970
- N. themis Leech, 1893
- N. theodora 1906
- N. thestias Leech, 1892
- N. thetis 1890
- N. thisbe Ménétries, 1859
- N. trigonophora Butler, 1878
- N. troundi Pierre-Baltus, 1978
- N. vibusa Semper, 1889
- N. vikasi Horsfield, 1829
- N. vindo Pierre-Baltus, 1978
- N. vingerhoedti 2003
- N. viridis 2007
- N. woodwardi Sharpe, 1899
- N. xenia Swinhoe, 1897
- N. yerburii Butler, 1886
- N. yunnana Oberthür, 1906
- N. zaida Doubleday, 1848